# توني سالازار
توني سالازار (بالإسبانية: Tony Salazar)‏ هو مصارع هاوي مكسيكي، ولد في 15 يناير 1949 في مدينة مكسيكو في المكسيك.

## روابط خارجية
- توني سالازار على موقع CageMatch worker (الإنجليزية)
- توني سالازار على موقع قاعدة بيانات المصارعة على الإنترنت (الإنجليزية)